# Earth Opera
Earth Opera byla americká psychedelická rocková skupina. Skupina existovala v letech 1967–1969, za tu dobu vydala dvě studiová alba. První z nich bylo eponymní a jeho producentem byl Peter K. Siegel. Ten produkoval i druhé album skupiny, které dostalo název The Great American Eagle Tragedy. Na druhém albu se vedle členů skupiny podílelo ještě několik dalších hudebníků, mezi něž patří například Velšan John Cale. Obě alba vydala společnost Elektra Records. Členové skupiny byli Peter Rowan (zpěv, kytara, saxofon), David Grisman (mandolína, klávesy, zpěv), Bill Stevenson (klávesy), Paul Dillon (bicí, kytara, zpěv), Billy Mundi (bicí, perkuse) a John Nagy (baskytara, violoncello).

## Diskografie
- Earth Opera (1968)[1]
- The Great American Eagle Tragedy (1969)[2]